# Euphorbia bourgeana
Euphorbia bourgeana J.Gay ex Boiss., conocida en castellano como tabaiba amarilla o tabaiba de monte, es una especie de arbusto perenne suculento perteneciente a la familia Euphorbiaceae. Es originaria de la Macaronesia.

## Descripción

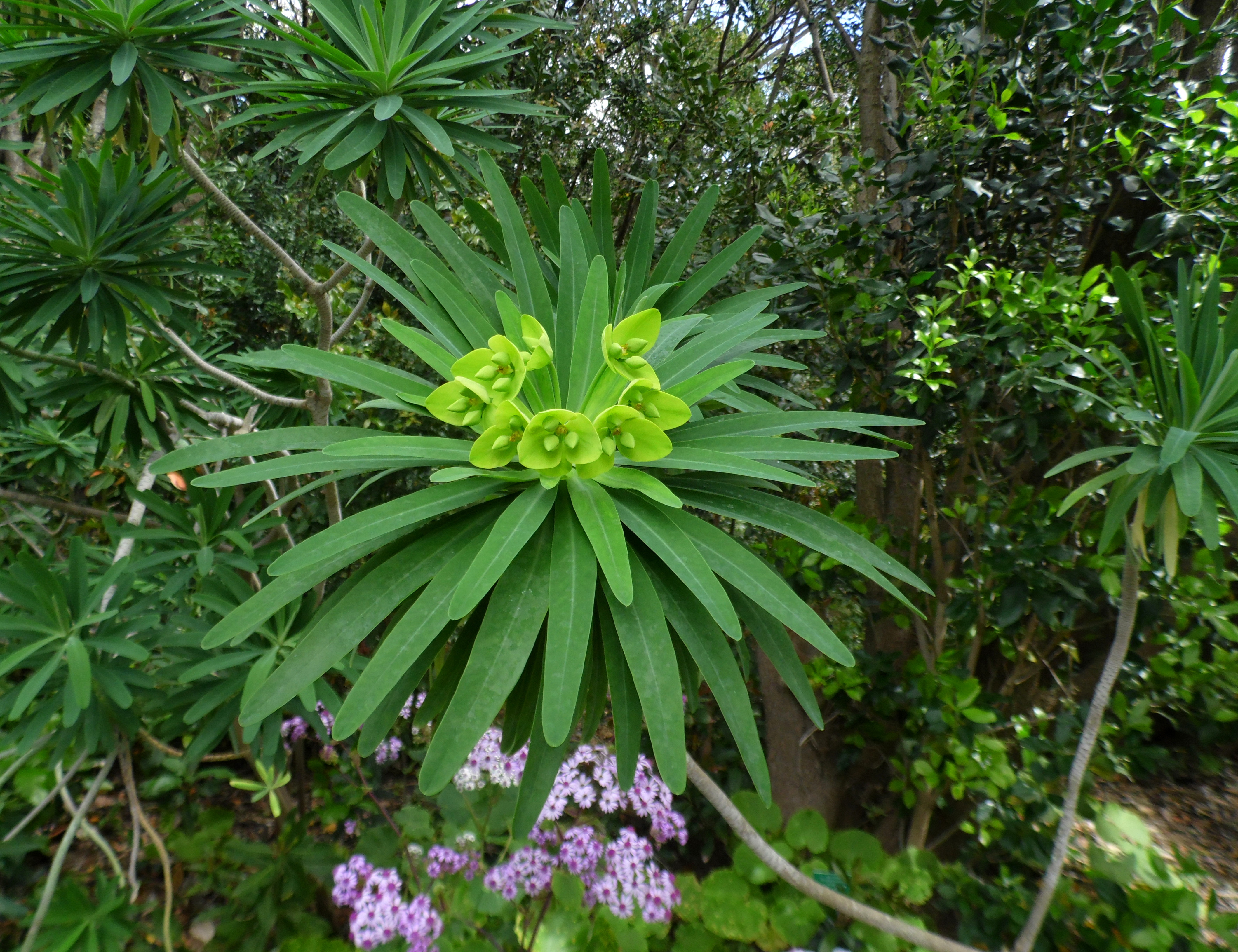
Detalle.

Es un arbusto perenne que puede sobrepasar los 2 metros de altura cuyos tallos finalizan en una roseta terminal de hojas carnosas. Sus inflorescencias son pedunculadas que tienen varias flores amarillo-verdosas. Se diferencia de especies similares porque las brácteas, grandes, de 1-2 cm de largo, se encuentran fusionadas dos terceras partes de su longitud. Las glándulas florales son dentadas.
En Tenerife florece de abril a junio, mientras que en La Gomera comienza la floración en invierno.
Se ha descrito un híbrido de E. bourgeana con E. bourgeana, que ha recibido la denominación de Euphorbia x fernandez-lopezii Molero & Rovira.

## Distribución y hábitat
Es un endemismo de las islas de Tenerife y La Gomera, en el archipiélago de Canarias ―España―. 
Crece en matorrales de los bordes de la laurisilva y en zonas frescas de los bosques termófilos, entre 500 a 1000 metros de altitud.

## Taxonomía
Euphorbia bourgeana fue nominada como Euphorbia bourgaeana por el botánico francés Jacques Etienne Gay, siendo descrita y publicada por el suizo Pierre Edmond Boissier en Prodromus Systematis Naturalis Regni Vegetabilis en 1862.
Etimología
- Euphorbia: nombre genérico dedicado a Euphorbus, médico de origen griego del rey mauritano Juba II.
- bourgeana: epíteto dedicado al botánico francés Eugène Bourgeau, quien herborizó la especie en 1855.

Sinonimia
Presenta los siguientes sinónimos:
- Euphorbia bourgeana J.Gay
- Euphorbia lambii Svent.
- Euphorbia lambiorum Svent.

## Estado de conservación
E. bourgeana está catalogada como especie vulnerable en la Lista Roja de la UICN debido a que presenta una distribución restringida. A pesar de no tener una tendencia regresiva de su población, su área de ocupación es aún muy pequeña con 17 km², y se ve afectada por deslizamientos, eventos de sequía, incendios, competencia y antropización de su hábitat.
Los ejemplares de Tenerife se encuentran clasificados como «en peligro de extinción» en el Listado de Especies Silvestres en Régimen de Protección Especial y del Catálogo Español de Especies Amenazadas, mientras que los de La Gomera están incluidos «en régimen de protección especial». En el Catálogo Canario de Especies Protegidas se clasifica para las dos islas como «vulnerable» en el Anexo V, y también se incluyen en el Anexo II de la Orden de 20 de febrero de 1991 sobre protección de especies de la flora vascular silvestre de la Comunidad Autónoma de Canarias.
También está incluida en el apéndice II de la Convención sobre el Comercio Internacional de Especies Amenazadas de Fauna y Flora Silvestres, en los Anexos II y IV de la Directiva Hábitats y en el Anejo I del Convenio relativo a la Conservación de la Vida Silvestre y del Medio Natural de Europa.
Además de esta protección de la especie, las poblaciones de Tenerife crecen dentro de los espacios naturales protegidos del parque rural de Anaga y del parque natural de la Corona Forestal, mientras que la mayoría de las poblaciones gomeras lo hacen dentro del parque nacional de Garajonay.

## Nombres comunes
Se conoce en las islas como tabaiba amarilla o de monte.
El término tabaiba es el nombre genérico que se da en las islas a las especies de porte arbustivo ramificado del género Euphorbia, siendo una palabra de procedencia aborigen que sobrevive en el español de Canarias.
En cuanto a sus apelativos, el de amarilla hace alusión al color de sus flores, mientras que el de monte alude a su hábitat.